# 2 Sides of the Story
2 Sides Of The Story släpptes i december 2008. Skumdum och Hero Of Our Time har sex låtar var på skivan. Skumdum är från Sverige och Hero Of Our Time är från USA.

## Låtlista
Skumdum 1-6 & Hero Of Our Time 7-12
1. Proud Minority
2. Parasite
3. Best of Endings
4. Resaca en las Chabolas
5. Hopeless Case
6. In Times Like These
7. Appetite for Consumtion
8. Right Here
9. Television a Plague
10. Bubble Burst (Adhesive-cover)
11. Not For You
12. Don’t Lose Focus